# Jakub Słowik
Jakub Słowik (31 de agosto de 1991) es un futbolista polaco que juega como guardameta en el Yokohama FC de la J1 League.

## Trayectoria

### Clubes
| Club                  | País    | Año       |
| --------------------- | ------- | --------- |
| Sparta Szamotuły      | Polonia | 2008      |
| Sparta Oborniki       | Polonia | 2009-2010 |
| Jagiellonia Białystok | Polonia | 2010-2015 |
| Warta Poznań (cedido) | Polonia | 2012      |
| Pogoń Szczecin        | Polonia | 2015-2017 |
| Śląsk Wrocław         | Polonia | 2017-2019 |
| Vegalta Sendai        | Japón   | 2019-2021 |
| F. C. Tokyo           | Japón   | 2022-2023 |
| Konyaspor             | Turquía | 2024-2025 |
| Yokohama FC           | Japón   | 2025-     |

### Selección nacional
| Selección | País    | Año  |
| --------- | ------- | ---- |
| Absoluta  | Polonia | 2013 |

## Estadística de carrera

### Selección nacional
| Selección de Polonia | Selección de Polonia | Selección de Polonia |
| Año                  | Part.                | Goles                |
| -------------------- | -------------------- | -------------------- |
| 2013                 | 1                    | 0                    |
| Total                | 1                    | 0                    |